# Labicymbium rancho
Labicymbium rancho là một loài nhện trong họ Linyphiidae.
Loài này thuộc chi Labicymbium. Labicymbium rancho được miêu tả năm 1997 bởi Ott & Lise.